# Chadercaia (Terjane)
Chadercaia (em turco: Çadırkaya) é um município (belde) no distrito de Terjane, na província de Erzinjane, na Turquia. Tinha uma população de 2 013 habitantes em 2021.

## Nome
Oficialmente, a cidade é referida como Chadercaia (Çadırkaya), que significa "rocha de tenda", mas também possui o nome turco alternativo de Pequerriche (Pekeriç). Na Antiguidade, foi citada pelo geógrafo e historiador Estrabão (m. 24 d.C.) como *Bagáris (*Βαγάρις) e Basgidáriza (Βασγοιδάριζα, Basgoidáriza) e por Ptolemeu (m. ca. 170 d.C.) como Bagarizaca (Βαγάριζακα, Bagárizaka). Seus correspondentes armênios são Bagaiarriche (Բագայառիճ, Bagayaṙič), Bagarriche (Բագառիճ, Bagaṙič) e Bagarrinche (Բագառինճ, Bagaṙinč).

## Geografia
Chadercaia está localizada perto do canto nordeste da planície de Pequerriche, que é separada da planície de Vijane a jusante no Tusla por uma série de colinas baixas. A própria Chadercaia está localizada na base de uma grande rocha cônica que historicamente era o local da fortaleza da cidade. A vila consiste em dois "lóbulos" distintos. Nos tempos antigos, estava situada na estrada principal que passava pelo norte da Armênia que ligava a cidade de Sebasteia (atual Sivas) no Império Romano com Ecbátana (atual Hamadã) em Atropatena através de Satala, Basgidáriza, Carim (atual Erzurum) e Artaxata.

## História
Historicamente, Basgidáriza pertencia ao cantão de Derzena da Alta Armênia, uma das províncias do Reino da Armênia, onde serviu como capital. Essa posição de destaque local foi mantida até sua eventual substituição por Terjane, talvez durante o início do Império Otomano. Nela havia o principal santuário do deus Mir, tradicionalmente considerado como tendo sido construído pelo rei artaxíada Tigranes, o Grande (r. 95–56 a.C.). Segundo Agatângelo, o templo foi destruído por Gregório, o Iluminador. O historiador moderno Robert H. Hewsen explica que todo o distrito circundante de Derzena pode ter sido parte do domínio desse templo, pois, depois que foi destruído durante a conversão da Armênia ao cristianismo (ca. 314), o distrito foi transformado em propriedade da Igreja armênia.
No século XX, Bagaiarriche era composta por duas aldeias adjacentes chamadas Verim ("superior") e Nerquim ("inferior") Bagaiarriche, que consistiam respectivamente em 80 e 130 casas. Metade dessas casas eram habitadas por armênios e a outra metade por muçulmanos locais. As duas aldeias formavam a aldeia maior no caza ("distrito") de Derzã. Na época, os restos do que pode ter sido o templo, bem como um antigo castelo, ainda podiam ser vistos em Bagaiarriche. É o local de nascimento de Soghomon Tehlirian, um famoso revolucionário armênio e assassino de Mehmed Talat, um dos arquitetos do genocídio armênio.
Na véspera da Primeira Guerra Mundial, antes do genocídio armênio, o Patriarcado Armênio de Constantinopla indicou que a população da cidade consistia em 1060 armênios (em 182 casas), 750 turcos e 125 zazas. Também abrigava uma catedral medieval, uma igreja e uma escola armênia com 70 alunos. Estatísticas publicadas por A-Do [hy], compiladas usando dados do secretário da igreja armênia em Erzurum por volta de 1910, registram 150 famílias armênias e 150 muçulmanas dentro do assentamento; Teotig observa 182 famílias armênias lá.